# 元宣洪
元宣洪（？—547年9月27日），河南洛阳（今河南省洛阳市东）人，魏道武帝拓跋珪的后裔，谏议大夫、散骑常侍，领主衣都统、淮南王元敬先的儿子，北魏宗室、官员。
元敬先死后，元宣洪承袭为淮南王，历任谏议大夫、光禄少卿。武定五年八月，东魏皇帝元善见不堪忍受忧痛耻辱，吟咏谢灵运的诗说：“韩亡子房奋，秦帝鲁连耻，本自江海人，志义动君子。”常侍、侍讲荀济知道元善见的意思，于是与尚书祠部郎中元瑾、长秋卿刘思逸、华山王元大器、淮南王元宣洪及济北王元徽等人谋划诛杀高澄。元善见假装下诏书询问荀济说：“您打算什么时候讲课？”于是假装在宫中修建土山，向着北城挖掘地道，挖到千秋门时，守门人发觉地下响声，向高澄报告。高澄指挥军队进宫，三天后，元善见被幽禁在含章堂。八月壬辰（547年9月27日），元宣洪与荀济等人在市场被烹杀，淮南国的封国被撤除。